# Carlos Alberto Maya
Carlos Alberto Maya Lizcano (Elvira, 16 maart 1972) is een Venezolaans wielrenner.

## Belangrijkste overwinningen
1995
- Eindklassement Ronde van Táchira

2000
- 7e etappe Ronde van Táchira
- 12e etappe Ronde van Táchira

2001
- 9e etappe Ronde van Táchira

2005
- 14e etappe Ronde van Táchira
- 3e etappe deel A Ronde van Venezuela

2007
- 2e etappe Ronde van Táchira

## Ploegen
- 1992 - ZG Mobili (vanaf 01-08)
- 1993 - ZG Mobili
- 1994 - ZG Mobili
- 1995 - Castellblanch (vanaf 01-04)